# Palaeogeography, Palaeoclimatology, Palaeoecology
Palaeogeography, Palaeoclimatology, Palaeoecology ("Palaeo3") es una revista científica de formato revisión por pares, en la cual se publican estudios y revisiones detalladas de trabajos de geología y paleontología.
La revista tiene como editores a D. J. Bottjer, T. Corrège, A. P. Kershaw, and F. Surlyk. Fue fundada en 1965 y actualmente es publicada por la editorial Elsevier.

## Resúmenes e indexación
La revista Palaeogeography, Palaeoclimatology, Palaeoecology es almacenada y sumariada en las siguientes bases de datos:
- AESIS
- Bibliography and Index of Geology
- BIOBASE
- BIOSIS
- Current Contents
- GEOBASE
- Meteorological and Geophysical Abstracts
- PASCAL
- Petroleum Abstracts
- Scopus
- SciSearch

De acuerdo con la publicación Journal Citation Reports, la revista tuvo en 2010 un factor de impacto de 2.390, y un Eingenfactor de 0.035807 con una influencia de artículos con puntaje de 1.1747. El factor de impacto actual (2022) es de 3,318.